# A23a

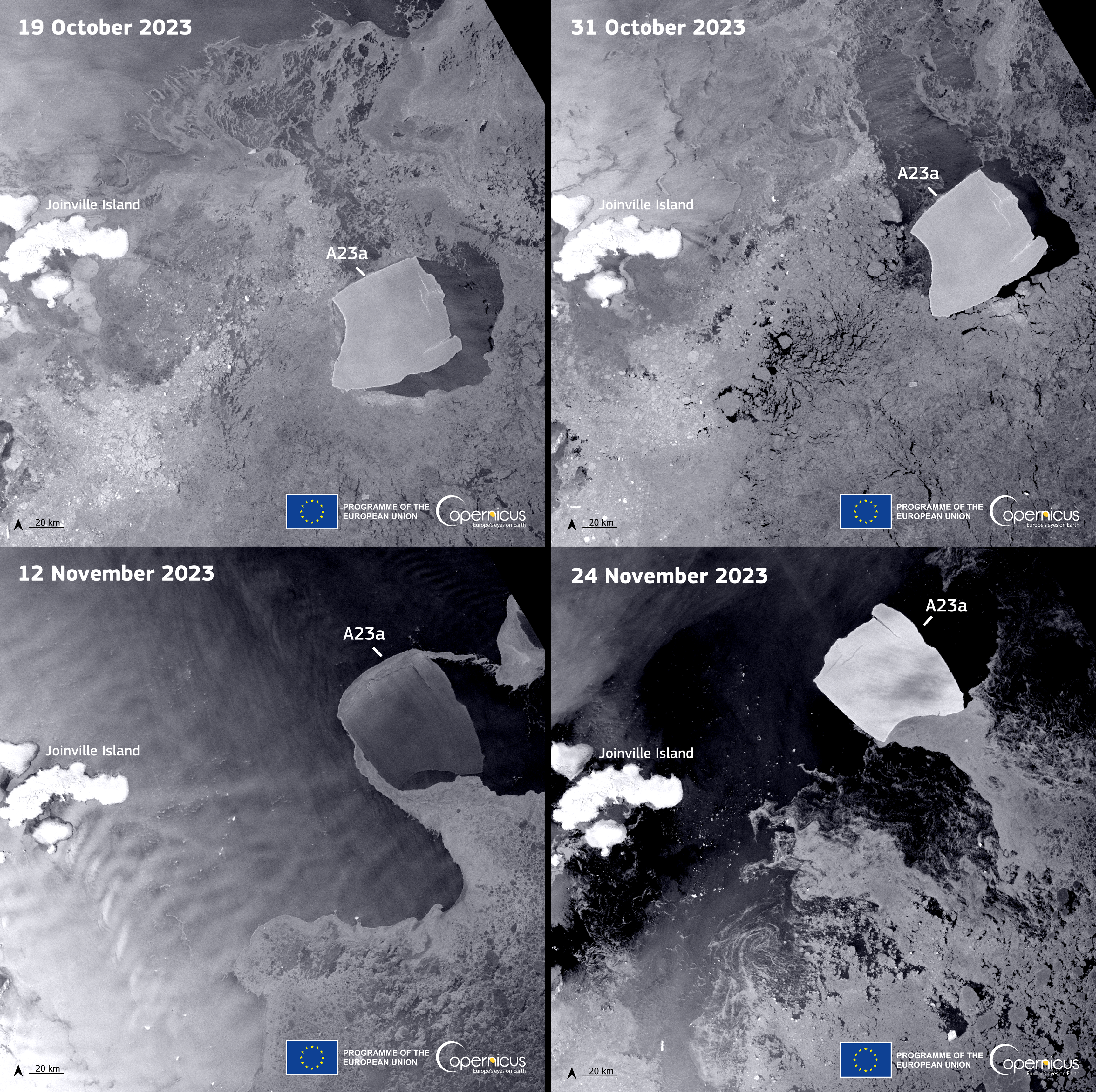
Рух A23a поблизу острова Жуанвіль в Антарктиді (2023)

A23a — великий айсберг, що відколовся від шельфового льодовика Фільхнера в 1986 році. 

## Історія
Довгі роки айсберг A23a залишався зчепленим із морським дном, але у 2020 році він почав рух. На той час його площа становила трохи менше 4 тис. км², що зробило його одним із найбільших айсбергів у світі. При цьому його розміри тимчасово перевершували А-76.
У листопаді 2023 року було помічено, що A23a відірвався від дна і розпочав рух повз північний край Антарктичного півострова, прямуючи у бік Південного океану. На 2023 айсберг є найбільшим у світі.
Станом на 2023 рік, A23a є найбільшим айсбергом у світі, його площа складає близько 3,1 тис. км².

## Цікаві факти
На айсберзі, поки він не відколовся, знаходилася радянська дослідницька база «Дружна-1». В 1987 році було розпочато рятувальну операцію, в результаті якої базу перенесли та перейменували на «Дружну-3».